# Aglaonema crispum
Aglaonema crispum är en kallaväxtart som först beskrevs av Zina Pitcher och Manda, och fick sitt nu gällande namn av Dan Henry Nicolson. Aglaonema crispum ingår i släktet Aglaonema och familjen kallaväxter. Inga underarter finns listade.